# Île Saint-Martin (Michigan)
L'île Saint-Martin est une île du lac Michigan, au large de Garden Peninsula (en)  dans le comté de Delta (Michigan aux USA). C'est l'île la plus au sud du Michigan qui fait partie d'une ligne d'îles à l'embouchure de la baie de Green Bay et fait partie de l'escarpement du Niagara.

## Historique
En 1864, le Peninsula Railroad fut achevé pour relier Escanaba aux mines de fer de Negaunee.  L'île et les récifs environnants constituent un danger pour la navigation et, dès 1891, le Lighthouse Board des États-Unis a demandé au Congrès des crédits pour y construire un phare. La demande d'un phare était rendue nécessaire par l'existence d'un haut-fond qui s'étend sur un mile dans chaque sens depuis l'île. Le phare de l'île Saint-Martin a été construit en 1905.
La famille Fred Luber a acheté la quasi-totalité de l'île dans les années 1980, avec l'intention de construire une station balnéaire. L'emplacement éloigné a rendu le développement difficile et l'île n'a pas été améliorée. The Nature Conservancy a acheté l'île en 2013, dans l'intention d'en faire don au Green Bay National Wildlife Refuge, car il s'agit d'une étape importante pour les oiseaux migrateurs. L'île Saint-Martin et le phare sont interdits au public.